# Jacques-François Lecourbe
Pour les articles homonymes, voir Lecourbe.
Jacques François Lecourbe est un homme politique français né le 12 septembre 1768 à Ruffey-sur-Seille (Jura) et décédé le 20 septembre 1827 à Ruffey.
Fils de Claude Guillaume Courbe, Lieutenant d'Infanterie, Chevalier de Saint-Louis et de Marie Valette Lavandière.
Frère de Claude Jacques Lecourbe, il est nommé député du Jura le 8 ventose an IX et reste dans l'assemblée jusqu'en 1804.
Après avoir fait ses études au collège de Lons-le-Saunier il fut envoyé au collège de l'Egalité ou Louis Legrand à Paris de 1786 à juillet 1792 où il fit un cours de Philosophie et un cours de Droit. Il était encore à Louis Legrand quand il fut nommé Député extraordinaire de la commune de Ruffey près l'assemblée constituante par délibération du 15 juin 1790 (il sera Député du Jura de 1791 à 1804).
Il fut employé au Ministère de la Guerre en sortant de Louis Legrand le 25 Brumaire An II, puis aide Garde magasin des fourrages à l'armée des Pyrénées du 1er mars au 1er octobre 1793.
Le 14 Pluviôse An II il est nommé officier de Police de sûreté de l'armée des côtes Cherbourg, fonction supprimée par la loi du 2ème jour complémentaire de l'an III.
En Nivôse de l’an IV il devint chef adjoint à la section criminelle au ministère de la justice, "c'est alors qu'il fut chargé de rédiger les instructions nécessaires à l'interprétation et à l'application des nouvelles lois militaires et qu'il prépara les nombreuses formules qui facilitent encore aujourd'hui l'accomplissement de leurs devoirs aux agents de la force Publique".
A la fin de l'an V le directoire exécutif par l'organe du ministre de la justice lui avait offert la place de président du tribunal criminel de la Seine qu'il ne peut accepter pour défaut d'âge.
Le 14 Germinal an VIII il est nommé juge au tribunal Criminel de la Seine (Et juge au tribunal criminel du Jura en 1800).
Le 9 Ventôse de l’an IX (le 28/01/1801) nommé membre du Corps Législatif (choisi comme député du Jura au corps Législatif) ou il a siégé jusqu'au 1er  Frimaire An XII époque à laquelle il est entré au tribunal civil jusqu'au mois d'avril 1808 époque à laquelle il quitta la magistrature lors de l'épuration à cause de son opinion dans le procès du Général Moreau (Compagnon d’Armes et amis de son frère le Général Lecourbe) : Il faisait partie des juges dans le Procès du Général Moreau à la suite de l'affaire Cadoudal Pichegru Moreau et autres. Jacques François Lecourbe fut, avec Rigault, l'un des trois à avoir voté l'acquittement de Moreau (Moreau est condamné à 2 ans de prison le 10/06/1804) et fut frappé par le décret d'épuration du 24 mars 1808. Il écrivit une plaidoirie en sa faveur en 1814.
Se retrouvant sans travail, il créa, avec son beau-père Charles Séraphin Gueritault, en Octobre 1808, un Bureau Jurisconsulte, 11 rue Saint-Dominique au Faubourg Saint-Germain à Paris. Ils se chargeaient de suivre de Paris toutes les affaires contentieuses dans l’ordre judiciaire et même dans l’ordre administratif.
A la restauration il fut Conseiller Honoraire à la Cour d'Appel (Royale) de Paris, membre de l'assemblée nationale, dit Ecuyer Conseiller du Roi en la cour de Paris en janvier 1815.

## Sources
1. ↑  « Généalogie de Jacques François LECOURBE », sur Geneanet (consulté le 18 octobre 2024)

« Jacques-François Lecourbe », dans Adolphe Robert et Gaston Cougny, Dictionnaire des parlementaires français, Edgar Bourloton, 1889-1891 [détail de l’édition]
Recherches Généalogiques de Xavier GARRIGUE : http://www.famillegarrigue.canalblog.com/archives/2017/12/17/35967051.html et https://gw.geneanet.org/xasimir_w?lang=fr&pz=xavier&nz=garrigue&p=jacques+francois&n=lecourbe
Site des Membres de l'Assemblée Nationale : https://www2.assemblee-nationale.fr/sycomore/fiche/(num_dept)/15963
Opinion sur la conspiration de Moreau, Pichegru et autres , sur la non-culpabilité de Moreau, et procès-verbal de ce qui s'est passé à la chambre du conseil... Par M. Lecourbe ,... Nouvelle édition, revue, corrigée et augmentée | Gallica (bnf.fr) https://gallica.bnf.fr/ark:/12148/bpt6k62788908.texteImage